# Pseudocalotes baliomus
Pseudocalotes baliomus — вид ігуаноподібних ящірок родини агамових (Agamidae). Ендемік Індонезії.

## Поширення і екологія
Pseudocalotes baliomus відомі за типовим зразком, зібраним 23 червня 2013 року в горах Барісан на заході Суматри, на захід від міста Сунгай-Пенух, на висоті 1181 м над рівнем моря, а також за двома зразками, зібраними Саломоном Мюллером на Суматрі у 1833–1835 роках. Вони живуть у вологих тропічних лісах.